# Serie Nacional de Béisbol 1968-1969
La octava Serie Nacional de Béisbol de Cuba fue ganada por Azucareros, con el campeón defensor Habana y el cuatricampeón Industriales siguiéndole los pasos. Por primera vez el número de equipos y juegos disminuyeron con respecto a la anterior temporada. 
| Equipo        | JJ | JG | JP | AVE  | Dif |
| ------------- | -- | -- | -- | ---- | --- |
| Azucareros    | 99 | 69 | 30 | .697 | –   |
| Industriales  | 99 | 68 | 31 | .687 | 1   |
| Habana        | 99 | 68 | 31 | .687 | 1   |
| Mineros       | 99 | 62 | 37 | .626 | 7   |
| Granjeros     | 99 | 57 | 42 | .576 | 12  |
| Henequeneros  | 98 | 55 | 43 | .556 | 13½ |
| Las Villas    | 98 | 45 | 53 | .455 | 23½ |
| Pinar del Río | 99 | 43 | 56 | .434 | 26  |
| Matanzas      | 99 | 35 | 64 | .353 | 34  |
| Oriente       | 99 | 33 | 66 | .333 | 36  |
| Vegueros      | 99 | 32 | 67 | .323 | 37  |
| Camagüey      | 99 | 26 | 73 | .262 | 43  |